# 魔法★探險家 轉生為成人遊戲萬年男二又怎樣，我要活用遊戲知識自由生活
《魔法★探險家 轉生為成人遊戲萬年男二又怎樣，我要活用遊戲知識自由生活》是由入栖撰寫的日本輕小說作品。此一作品於2018年2月開始在成為小說家吧上連載。角川書店之後把它以實體形式發行。改編漫畫在2020年開始連載，由緋賀由香理作畫。

## 故事
本作的男主角原是個成人遊戲玩家，他在某一天突然轉生到戰鬥模擬成人遊戲《魔法★探險家》的世界，並成為男配角瀧音幸助。《魔法★探險家》是個讓玩家體會魔法學園的生活、挑戰迷宮的遊戲。幸助於是決定以前世所擁有的遊戲知識，來超越男女主角，成為遊戲中的最強角色。隨著劇情發展，他亦認識了遊戲的各個角色，比如遊戲原作舞台「月詠魔法學園」學園長花邑毬乃、毬乃的女兒花邑初實、原作可攻略角色琉迪薇努·瑪莉·安潔·多·拉·多雷弗爾（簡稱琉迪）、學園風紀會副會長水守雪音、遊戲男主角聖伊織。
幸助在過程中為了「達至最強」這個目標而不斷鍛鍊自己。邪神教則在主角過著日常的過程中，突然喚醒迷宮。幸助在迷宮救出意外被困的琉迪後，因著對每位女主角的愛，而決意增強自己，以讓自己在女主角們有危險時能拯救她們，令她們都能幸福。他之後入讀了月詠魔法學園，並在日常為達至目標而努力。

## 創作
作者入栖表示，他原是網絡小說的讀者，並在網上看了多部以少女遊戲為主題的小說。但他後來發現不少作品都有自己想改善的地方，故此便開始寫起小說起來。他在撰寫《魔法★探險家》時，會融合自己的興趣，為之加入成人遊戲的元素。他亦刻意把《魔法★探險家》等作品寫得淺白，以讓「自己這樣的」語文能力較差者也能理解小說內容。即使他起初认为這样的題材相对少眾，但他卻抱着以愛好者為受眾的目標去創作。在小說以實體形式發行後，他亦讚揚負責插畫的神奈月昇的表現，認為他的插畫跟自己創作時所想的差不多。

## 發行

### 小說
《魔法★探險家》於2018年2月26日開始在成為小說家吧上連載。2019年11月1日，角川書店旗下的Sneaker文庫把之以實體形式推出到市面，插畫則由神奈月昇負責繪製。台灣角川於2020年9月28日正式出版首卷的中譯本。
2020年7月22日，角川書店為紀念本作將在8月1日推出第3卷，而在YouTube公開宣傳影片，當中把美少女遊戲《Nursery Rhyme》的片頭曲「true my heart」當作配樂使用，《Nursery Rhyme》的製作商Lump of Sugar亦參與這部宣傳影片的製作。

### 漫畫
改編漫畫在2020年8月20日於Young Ace UP上開始連載，它由緋賀由香理作畫，由角川書店發行。實體版第1卷在2021年3月10日推出。2021年6月，由於緋賀出現健康問題，故漫畫需長期休載。2022年2月21日，線上版恢復連載。

### 廣播劇
2020年3月1日，安利美特以店鋪特典形式為小說第2卷的購買者贈送廣播劇的下載代碼，當中由島崎信長飾演瀧音幸助，市道真央飾演奈奈美。

### 動畫
2023年9月24日，宣佈正在進行動畫化企劃。

## 出版書籍

### 輕小說
| 卷數 | 角川書店       | 角川書店               | 台灣角川       | 台灣角川               |
| 卷數 | 發售日期       | ISBN                   | 發售日期       | ISBN                   |
| ---- | -------------- | ---------------------- | -------------- | ---------------------- |
| 1    | 2019年11月1日  | ISBN 978-4-04-108371-0 | 2020年9月28日  | ISBN 978-957-743-973-4 |
| 2    | 2020年3月1日   | ISBN 978-4-04-108372-7 | 2020年12月10日 | ISBN 978-986-524-141-4 |
| 3    | 2020年8月1日   | ISBN 978-4-04-109541-6 | 2021年7月21日  | ISBN 978-986-524-549-8 |
| 4    | 2021年1月29日  | ISBN 978-4-04-109542-3 | 2021年12月20日 | ISBN 978-626-321-048-6 |
| 5    | 2021年7月1日   | ISBN 978-4-04-111408-7 | 2024年11月27日 | ISBN 978-626-400-636-1 |
| 6    | 2022年2月1日   | ISBN 978-4-04-111409-4 | 2025年4月17日  | ISBN 978-626-415-528-1 |
| 7    | 2022年9月1日   | ISBN 978-4-04-112667-7 |                |                        |
| 8    | 2023年4月28日  | ISBN 978-4-04-112668-4 |                |                        |
| 9    | 2023年9月29日  | ISBN 978-4-04-114181-6 |                |                        |
| 10   | 2024年3月29日  | ISBN 978-4-04-114699-6 |                |                        |
| 11   | 2024年11月29日 | ISBN 978-4-04-115318-5 |                |                        |

### 漫畫
| 卷數 | 角川漫畫      | 角川漫畫               |
| 卷數 | 發售日期      | ISBN                   |
| ---- | ------------- | ---------------------- |
| 1    | 2021年3月10日 | ISBN 978-4-04-111007-2 |
| 2    | 2024年3月8日  | ISBN 978-4-04-113414-6 |

## 評價
《魔法★探險家》為成為小說家吧上的人氣小說，頁面總點撃量在2019年已超過5000萬次。小說首卷在經角川書店發行後的幾天內決定再版。入栖對於本作獲得人氣一事感到驚訝。
GNN新聞的Akito在看過第一卷後，認為這部作品對於主角在轉生後的心路歷程有著較大篇幅的描寫——這有別於其他轉生類小說。他亦表示主角憑著自身知識，努力成長的過程「十分勵志」，並對主角間於將來的關係轉變表示期待。

## 外部連結
- 成為小說家吧上的《魔法★探險家 轉生為成人遊戲萬年男二又怎樣，我要活用遊戲知識自由生活 （页面存档备份，存于）》
- 漫畫官方網站 （页面存档备份，存于）
- 小說官方網站 （页面存档备份，存于）